# Lech Gąsiorkiewicz
Lech Jacek Gąsiorkiewicz – doktor habilitowany nauk ekonomicznych. Profesor nadzwyczajny na Wydziale Zarządzania Politechniki Warszawskiej.

## Życiorys
Od 1971 roku po ukończeniu studiów na Wydziale Mechanicznym Technologicznym Politechniki Warszawskiej  związany zawodowo z Politechniką Warszawską, w której doktoryzował się w 1979 roku.
W 2015 r. za pracę pt.: „Zarządzanie gospodarką finansową zakładów ubezpieczeń. Ujęcie procesowe” uzyskał stopień doktora habilitowanego nauk ekonomicznych Uniwersytetu Ekonomicznego w Krakowie.
W 2016 r. został powołany na stanowisko profesora nadzwyczajnego na Wydziale Zarządzania Politechniki Warszawskiej. W kadencji 2019–2020 prodziekan Wydziału Zarządzania Politechniki Warszawskiej.
Autor i współautor wielu publikacji naukowych w zakresie zarządzania finansami, analizy ryzyka przedsiębiorstw i instytucji ubezpieczeniowych oraz ekonomiki przedsiębiorstw. W swojej pracy naukowej zajmuje się przede wszystkim oceną finansową przedsiębiorstw i instytucji finansowych oraz zarządzaniem finansami i ryzykiem przedsiębiorstw i instytucji finansowych.
Równolegle z działalnością dydaktyczną zdobywał praktyczne doświadczenie jako: członek rady nadzorczej Powszechnego Zakładu Ubezpieczeń na Życie SA (1996–1998) oraz członek rady nadzorczej Resbud SA (2001–2003).
Sprawował funkcje: głównego specjalisty w Biurze Zarządzania Zasobami Ludzkimi Powszechnego Zakładu Ubezpieczeń SA (1997–1998), radcy Przewodniczącego Komisji Nadzoru Ubezpieczeń i Funduszy Emerytalnych (2002–2003) oraz funkcję wiceprezesa ds. finansowych Polskiego Towarzystwa Ubezpieczeń SA (2003 – 2007).

## Stanowiska
- 1997–1998 Główny specjalista w Biurze Zarządzania Zasobami Ludzkimi Powszechnego Zakładu Ubezpieczeń SA
- 2002–2003 Radca Przewodniczącego Komisji Nadzoru Ubezpieczeń i Funduszy Emerytalnych Urzędu Komisji Nadzoru Ubezpieczeń i Funduszy Emerytalnych;
- 2003–2007 Wiceprezes ds. finansowych Polskiego Towarzystwa Ubezpieczeń SA

## Członkostwa
- 1996–1998 Członek rady nadzorczej Powszechnego Zakładu Ubezpieczeń na Życie SA;
- 2001–2003 Członek rady nadzorczej Resbud SA

## Działalność
- zarządzanie finansami i ryzykiem przedsiębiorstw i instytucji finansowych,
- ocena finansowa przedsiębiorstw oraz instytucji finansowych

## Wybrane publikacje
Publikacje książkowe m.in.:
Książki autorskie:
- Gąsiorkiewicz Lech: Finanse zakładów ubezpieczeń majątkowych: teoria i praktyka, 2009, Wydawnictwo C. H. Beck, ISBN 978-83-255-0905-7, 300 s.
- Gąsiorkiewicz Lech: Analiza ekonomiczno-finansowa przedsiębiorstw (wyd. 2 zmienione), 2011, Oficyna Wydawnicza Politechniki Warszawskiej, ISBN 978-83-7207-912-1, 195 s.
- Gąsiorkiewicz Lech: Zarządzanie gospodarką finansową zakładów ubezpieczeń - ujęcie procesowe, 2014, Wydawnictwo Poltext, ISBN 978-83-7561-363-6, 264 s.

Książki redagowane:
- Gąsiorkiewicz Lech (red.): Problemy organizacji i zarządzania przedsiębiorstwem w warunkach integracji z Unią Europejską, 2003, Wydawnictwo Instytutu Organizacji Systemów Produkcyjnych PW, ISBN 83-905848-6-7, 299 s.
- Gąsiorkiewicz Lech (red.): Innowacje organizacyjne w zarządzaniu przedsiębiorstwem, 2008, Oficyna Wydawnicza PTZP, ISBN 978-83-923797-5-4, 261 s.
- Gąsiorkiewicz Lech, Monkiewicz Jan (red.): Zarządzanie ryzykiem działalności organizacji, 2010, C.H.Beck, ISBN 978-83-255-1383-2, 266 s.

Rozdziały z książek:
- Gąsiorkiewicz Lech: Sprawozdawczość finansowa zakładów ubezpieczeń w Unii Europejskiej i w Polsce, w: Ubezpieczenia w Unii Europejskiej / Monkiewicz Jan (red.), 2002, Poltext, ISBN 83-88840-17-7, ss. 139-208
- Gąsiorkiewicz Lech: System instytucji ochrony ubezpieczeniowej, w: Podstawy ubezpieczeń. Tom 1 - mechanizmy i funkcje / Monkiewicz Jan (red.), 2000, Wydawnictwo Poltext, ISBN 83-86890-79-7, ss. 339-358
- Gąsiorkiewicz Lech: Ryzyko finansowe w działalności ubezpieczeniowej, w: Zarządzanie ryzykiem działalności organizacji / Gąsiorkiewicz Lech, Monkiewicz Jan (red.), 2010, C.H.Beck, ISBN 978-83-255-1383-2, ss. 91-103
- Czerwińska Teresa, Monkiewicz Jan, Gąsiorkiewicz Lech: Regulacje makroostrożnościowe w sektorze ubezpieczeń, w: Ryzyko instytucji finansowych – współczesne trendy i wyzwania / Czerwińska Teresa, Jajuga Krzysztof (red.), 2016, C.H.Beck, ISBN 978-83-255-7318-8, ss. 203-229

Artykuły z czasopism:
- Gąsiorkiewicz Lech: Analiza zmian w składach zarządów i rad nadzorczych zakładów ubezpieczeń w latach 2000-2002, w: Wiadomości Ubezpieczeniowe, nr 3-4, 2003, ss. 65-73
- Gąsiorkiewicz Lech: The Decomposition Process of Insurance Operations, w: Foundations of Management, Politechnika Warszawska - Wydział Zarzadzania, vol. 6, nr 3, 2014, ss. 25-34